# Edgard Madi
Edagrd Madi (Beit Mery, Líbano 23 de marzo de 1956) es un sacerdote y teólogo libanes, nacionalizado brasileño, actualmente es el obispo de la Eparquía Católica Maronita de Nuestra Señora del Líbano de São Paulo en Brasil.

## Biografía
Edgard Madi nació en la ciudad de Beit Mery, satélite de Beirut, capital de Líbano, 

## Educación
Realizó sus estudios secundarios y comenzó sus estudios en el Collège Sagesse en Beirut y estudios eclesiásticos en la Universidad del Santo Espíritu de Kaslik, Líbano, entre 1977 y 1981. Al regresar a la Universidad del Santo Espíritu de Kaslik, obtuvo un Ph.D. en Filosofía de la Educación en el 2001. Madi también fue director de Escuela Secundaria durante cinco años y Supervisor de Estudios durante 10 años; también es estudioso del Diálogo entre Religiones, especialmente entre las religiones cristiana e islámica.

## Ordenación Sacerdotal
Fue ordenado sacerdote el 14 de agosto de 1983, Madi se mudó a Boston, Estados Unidos donde se especializó en Educación entre 1988 y 1991. Durante su sacerdocio, Madi ocupó los siguientes cargos: de 1983 a 1984 fue secretario general del Sínodo Maronita de Obispos en Beirut; párroco en Santa Tereza en Mansurieh en Líbano de 1984 a 1988; sacerdote en la Parroquia Mar Mikhael en Beirut y en la Iglesia Latina en Boston de 1988 a 1991.
Entre 1991 y 2001 estuvo varias semanas en Brasil antes de radicarse en dicho país. Habla árabe, portugués, francés e inglés.

## Ordenación episcopal
Edgard Madi fue nombrado obispo de la Eparquía maronita de São Paulo el 14 de octubre del 2006 por el papa Benedicto XVI y fue consagrado obispo el 26 de noviembre del mismo año en Bkerki, sede del Patriarcado maronita en el Líbano por el patriarca maronita de Antioquía, cardenal Nasrallah Boutros Sfeir, siendo sus co-consagradores Paul Youssef Matar, arzobispo maronita de Beirut, y Joseph Mahfouz, OLM, ex obispo de la Eparquía católica maronita de Nuestra Señora del Líbano de São Paulo. La posesión de la Sede del Obispado Maronita en São Paulo tuvo lugar el 10 de diciembre del mismo con la presencia de Monseñor Boulos Mattar - obispo maronita de Beirut y Monseñor Emilio Saade, obispo maronita de Batroun. El obispo Edgard Madi reemplazó al obispo Joseph Mahfouz, quien permaneció durante 16 años al frente del arzobispado maronita en Brasil.
Edgar Madi es ciudadano honorario de la ciudad de Sao Paulo.